# Wilton, Arkansas
Wilton là một thành phố thuộc quận Little River, tiểu bang Arkansas, Hoa Kỳ. Năm 2010, dân số của thành phố này là 374 người.

## Dân số
- Dân số năm 2000: 439 người.
- Dân số năm 2010: 374 người.